# Christina Scherwin

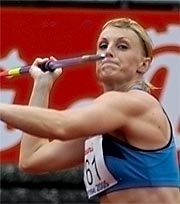
Christina Scherwin

Christina Illum Scherwin, född 11 juli 1976, är en dansk friidrottare (spjutkastare). 
Scherwin blev dansk mästare i spjut 2000, 2002-2006. Hon var med vid OS 2004 men tog sig inte vidare till finalomgången. Vid VM i Helsingfors slutade hon fyra och vid EM i Göteborg blev hon femma. 
Scherwins personliga rekord är 64,83 från 2006.